# Begonia stictopoda
Espèce
Synonymes
- Mitscherlichia stictopoda Miq.[2]

Begonia stictopoda est une espèce de plantes de la famille des Begoniaceae. Ce bégonia est originaire d'Indonésie. L'espèce fait partie de la section Jackia. Elle a été décrite sous le basionyme de Mitscherlichia stictopoda en 1855 par Friedrich Anton Wilhelm Miquel (1811-1871), puis recombinée dans le genre Begonia en 1864 par Alphonse Pyrame de Candolle (1806-1893). L'épithète spécifique stictopoda est la combinaison de sticto-, droit, érigé, et podus-, pied, tige, ce qui signifie « à tige droite ».
En 2018, l'espèce a été assignée à une nouvelle section Jackia, au lieu de la section Reichenheimia. 

## Répartition géographique
Cette espèce est originaire du pays suivant : Indonésie.